# Adam Drury
Adam Drury, né le 29 août 1978 à Cottenham (Cambridgeshire), est un footballeur anglais qui évolue au poste de défenseur.

## Biographie
Formé à Peterborough United, Adam Drury prend part à son premier match en équipe première en septembre 1996. Il participe à 174 matchs (2 buts) avec son club formateur avant de rejoindre Norwich City en mars 2001. Nommé capitaine des Canaries par Nigel Worthington pour la saison 2006-2007, il perd le brassard de capitaine au profit de Jason Shackell à la suite de l'arrivée au poste d'entraîneur de Peter Grant en début de saison suivante.
Le 19 juin 2012, Drury signe un contrat de deux ans en faveur de Leeds United, le transfert prenant effet le 1er juillet suivant. Il quitte ainsi Norwich City après avoir joué 361 matchs (4 buts) en onze ans.
Le 25 août suivant, il prend part à son premier match avec Leeds lors de la rencontre de championnat face à Peterborough United, son club formateur (victoire 1-2). En mars 2014, il est prêté pour un mois à Bradford City. En fin de contrat avec Leeds United, il est libéré en juin 2014.

## Statistiques
| Saison                | Club                  | Championnat           | Championnat | Championnat | Coupe(s) nationale(s) | Coupe(s) nationale(s) | Total | Total |
| Saison                | Club                  | Division              | M.          | B.          | M.                    | B.                    | M.    | B.    |
| 1996-1997             | Peterborough United   | 3                     | 5           | 1           | 1                     | 0                     | 6     | 1     |
| 1997-1998             | Peterborough United   | 4                     | 30          | 0           | 6                     | 0                     | 36    | 0     |
| 1998-1999             | Peterborough United   | 4                     | 40          | 0           | 5                     | 0                     | 45    | 0     |
| 1999-2000             | Peterborough United   | 4                     | 45          | 1           | 5                     | 0                     | 50    | 1     |
| 2000-2001             | Peterborough United   | 3                     | 29          | 0           | 8                     | 0                     | 37    | 0     |
| 2000-2001             | Norwich City          | 2                     | 6           | 0           | -                     | -                     | 6     | 0     |
| 2001-2002             | Norwich City          | 2                     | 38          | 0           | 2                     | 0                     | 40    | 0     |
| 2002-2003             | Norwich City          | 2                     | 45          | 2           | 4                     | 0                     | 49    | 2     |
| 2003-2004             | Norwich City          | 2                     | 42          | 0           | 2                     | 0                     | 44    | 0     |
| 2004-2005             | Norwich City          | 1                     | 33          | 1           | 2                     | 0                     | 35    | 1     |
| 2005-2006             | Norwich City          | 2                     | 39          | 0           | 2                     | 0                     | 41    | 0     |
| 2006-2007             | Norwich City          | 2                     | 39          | 0           | 6                     | 0                     | 45    | 0     |
| 2007-2008             | Norwich City          | 2                     | 9           | 0           | 1                     | 0                     | 10    | 0     |
| 2008-2009             | Norwich City          | 2                     | 11          | 0           | 3                     | 0                     | 14    | 0     |
| 2009-2010             | Norwich City          | 3                     | 35          | 0           | 4                     | 0                     | 39    | 0     |
| 2010-2011             | Norwich City          | 2                     | 20          | 1           | 2                     | 0                     | 22    | 1     |
| 2011-2012             | Norwich City          | 1                     | 12          | 0           | 4                     | 0                     | 16    | 0     |
| 2012-2013             | Leeds United          | 2                     | 8           | 0           | 1                     | 0                     | 9     | 0     |
| Total sur la carrière | Total sur la carrière | Total sur la carrière | 486         | 6           | 58                    | 0                     | 544   | 6     |

## Palmarès

### En club
- Norwich City
  - Champion d'Angleterre de D2 en 2004
  - Champion d'Angleterre de D3 en 2010.

### Distinction personnelle
- Élu meilleur joueur de la saison 2002-2003 par les supporters de Norwich City.